# Der Chaoten-Cop
Der Chaoten-Cop (Heart Condition) ist eine US-amerikanische Filmkomödie von James D. Parriott aus dem Jahr 1990.

## Handlung
Jack Moony ist ein rassistisch eingestellter Polizeibeamter. Moony pflegt eine Feindschaft gegenüber dem Anwalt Napoleon Stone, einem Afroamerikaner, der häufig für Prostituierte tätig ist. Besonders übel nimmt Moony Stone, dass der Anwalt Moonys Ex-Freundin Crystal (Chris) Gerrity näher kommt.
Nachdem Moony Stone nach einer Verfolgung außerhalb seines Zuständigkeitsgebietes körperlich attackiert und noch rassistisch beleidigt, wird er aus dem Polizeidienst entlassen.
Am selben Abend erleidet er einen Herzinfarkt. In derselben Nacht kommt Stone anscheinend bei einem Unfall ums Leben. Sein Herz wird in den Körper Moonys transplantiert.
Moonys Exfreundin Crystal arbeitet als Prostituierte gerade bei einem Senator, als dieser durch eine Überdosis stirbt. Crystals Hobby, alles Mögliche zu fotografieren, führt dazu, dass die Sache nicht komplett vertuscht werden kann, da es jetzt natürlich die Fotos als Beweis gäbe. Crystal lässt den Film Moony in der Nacht zukommen, bevor seinen Herzinfarkt erleidet.
Nach seiner Rehabilitation wird er wieder in den Polizeidienst aufgenommen und möchte sich auf während seines Streifendienstes einen Cheeseburger gönnen. Da erscheint ihm der Geist Stones. Stone kann nur von Moony gesehen werden und nur ihn körperlich beeinflussen. Nach dem ersten Schreck arrangiert sich Moony mit dem Geist. Stone erzählt Moony, dass er ermordet wurde und möchte, dass Moony ihm hilft, den Mord aufzudecken. Moony besorgt sich die Mandantenkartei von Stone, da der Mörder im Zuhältermillieu vermutet wird. Stone hat immer wieder Prostituierte, u. a. auch Crystal, vor Gericht vertreten. Um in den gesellschaftlich höheren Kreisen ermitteln zu können, muss Moony sich einen eleganten Look zulegen. Stones Bruder hat eine Bowlingbahn geerbt, dort hat Stone in einer Mauer größere Summen Geld versteckt. Der Geist zeigt Moony das Versteck und hilft ihm dann, sich elegant einzukleiden, passende Schuhe, Krawatten etc. zu kaufen.
Die Ermittlungen führen Moony und Stone dann schließlich zu Crystals Zuhälter. Dabei entdeckt Moony, dass Crystal ein kleines Kind hat, dessen Vater ist Stone. Stone ist ergriffen und möchte seinen Sohn berühren, kann es aber nicht. Moony reagiert mit Wut und will Stone loswerden, indem er trinkt, raucht und fast food isst. Nach einem lauten Streit, erleidet Moony eine Abstoßungsreaktion und bricht an einem Straßenrand zusammen.
Der Film, den Crystal bei Moony versteckte, bringt schließlich den Skandal um den drogen nehmenden Senator ans Licht und Crystals Zuhälter will die beiden Zeuginnen, Crystal und ihre Freundin Peisha, gegen die Fotos austauschen. Moony verschwindet aus dem Krankenhaus und bringt mit dem unsichtbaren Stone nach und nach alle Verbrecher zur Strecke. Crystal kommt mit dem Leben davon, Peisha stirbt durch eine Überdosis, die der Zuhälter beiden Frauen verabreichte.
Nach der erfolgreichen Flucht bricht der geschwächte und verwundete Moony zusammen.
Crystal und Moony heiraten schließlich und Moony wird doch noch zum Detective befördert.

## Kritiken
Roger Ebert schrieb in der Chicago Sun-Times vom 2. Februar 1990, die Filmhandlung versuche, alles für alle zu sein: „Komödie, Tragödie, Drama, Gewalt, Fantasy, Realität, Polizistenfilm, Film über Geister, Parabel, Film über Freundschaft“. Es sei ein Verdienst der Hauptdarsteller, dass der Film unter seiner „schweren Bürde“ funktioniere; sie würden in ihre Rollen Glaubwürdigkeit bringen, die das Drehbuch nicht wirklich sichere.
Hal Hinson schrieb in der Washington Post vom 3. Februar 1990, der Film sei noch ein Film der Sorte „wer hat sich das ausgedacht“. Seine Prämisse sei „unmöglich“; der Film bleibe irgendwo zwischen der „Ernsthaftigkeit“ und der „geschmacklosen Ausbeutung“ gefangen. Lediglich die Darsteller würden „geringfügige Freude“ bereiten, der Rest sei „sträflicher Standard“.
Das Lexikon des internationalen Films sah eine „zwiespältige Mischung aus Polizeifilm und Komödie“, welche jedoch „durch das hervorragende Spiel der Hauptdarsteller“ fessle.

## Hintergrund
Der Film wurde in Los Angeles, darunter in Hollywood, gedreht. Er spielte in den Kinos der USA ca. 4,1 Millionen US-Dollar ein.